# Kuta (Trienggadeng)
Kuta is een bestuurslaag in het regentschap Pidie Jaya van de provincie Atjeh, Indonesië. Kuta telt 519 inwoners (volkstelling 2010).